# أحلام بناوي
أحلام بناوي (5/7/1986) شاعرة وكاتبة سورية 
تكتب الشعر الفصيح الموزون العامودي والتفعيلة. كما تكتب النثر والمقالات والقصة والسيناريو والرواية. وهي عضو في اتحاد الكتاب العرب. لها خمس مجموعات شعرية مطبوعة في الشعر الفصيح الموزون بالعناوين التالية (الحلم الأول- على نحاس الذاكرة- أحلام لم تكتمل- أسئلة السواقي- ستكون وحدك). ولها مجموعتان قصصيتان للأطفال دون سن السابعة. ومقالات وقصائد منشورة في صحف متنوعة منها صحيفة الشارقة 24 ، وجريدة الزمان، وموقع كردستان 24 ، وجريدة الصباح، ومجلة الأسبوع الأدبي ومجلة ألف لام وموقع البعد المفتوح وغيرها. وهي كاتبة سيناريو فيلم (أيام في هولير). وعضو مجلس إدارة جمعية الزجل في سورية2020. وهي صحفية سابقة في المكتب الصحفي لوزارة التجارة الداخلية وحماية المستهلك. شاركت في مهرجانات محلية وعربية. كما شاركت مجموعاتها في معرض الكتاب في (إسطنبول، مصر ، لبنان ، مسقط ، الأردن، سورية). كما شاركت في ديوان (جنوبية من أرض الجنوب) في لبنان وديوان (المرأة الإلهية ) في بلغراد وديوان (طروادة نون النسوة) في مصر 2017 وديوان (البردة) في العراق 2017 والديوان السوري المفتوح الجزء الأول.

## السيرة الذاتية
ولدت الشاعرة أحلام بناوي في سوريا في مدينة دمشق ضمن أسرة تحب الفن والأدب والخط العربي، أنهت دراستها الثانوية في حيّ المزة بدمشق ثم أكلمت دراسها ونالت إجازة في الشريعة الإسلامية من جامعة دمشق كما درست القانون في كلية الحقوق بجامعة دمشق. كتبت الشعر منذ صغرها وكان لها مقالات في جريدة نداء الرافدين العراقية وهي في السادسة عشرة من عمرها. عاصرت الحرب في سورية وكتبت الكثير من القصائد فيها. تنقلت بين سوية ولبنان والعراق وعُمَان والإمارات العربية المتحدة وشاركت في مهرجانات محلية وعربية.انتقلت إلى العراق وعملت في مجال الإعلام والصحافة هناك ثم غادرتها إلى دولة الإمارات العربية المتحدة وعملت في مجال الأنساب والأبحاث التاريخية وكان لها أيضا نشاطها الأدبي والثقافي إلى جانب عملها، ونشر لها في العديد من الصحف والمواقع والمجلات. يتميز شعرها بالعذوبة والسلاسة والقرب من القلوب بالإضافة إلى الصور المبتكرة والحس العالي الذي يترك أثره في القارئ. كتبت أول ديوان لها في سن الرابعة والعشرين بعنوان (الحلم الأول).

## أعمالها

### دواوين
لها مجموعتان قصصيتان للأطفال دون سن السابعة كما لها في الشعر الموزون خمسة دواوين:
- ديوان (ستكون وحدك) 2022
- ديوان (أسئلة السواقي) 2018
- ديوان (أحلام لم تكتمل)
- ديوان (على نحاس الذاكرة)
- ديوان (الحلم الأول)

#### صحف
نشرت في صحف ومجلات كثيرة منها: (الزمان، الأسبوع الأدبي، البعد المفتوح، مجلة القوافي، الصباح، ألف لام، كردستان24، الثورة، البناء، البعث، دار المعلمين، نقار الورق.. وغيرها).

## من قصائدها
هذه أبيات متفرقة من قصائدها، بداية مع قصيدة: (على مفرق الشوق)
عَلى مَفرقِ الشَّوقِ للأمنياتِ مَرَرْتُ بِهِ مِثلَ ريحٍ بِنَايْ
يَبِيْعُ الكلامَ كَغَزْلِ البَنَاتِ وليسَ على الدَّربِ حُزْنٌ سِوَاي
فَقُلتُ: أعِنْدَكَ لِلحُلمِ بَيتٌ؟ فَفِي زَحمَةِ الوقتِ تاهَتْ خُطَاي
فَمَدَّ سريراً مِنَ المُفرداتِ ودَلَّلَ مِثلَ الغَرامِ صِباي
وعُدتُ مَسيحاً بِثَغْرِ الرُّوَاةِ ومَنْ تَسْكُنُ الجِسْمَ ليسَتْ أنَاي
بِصَمتِ الجَنازَة إلا امْتِئاقَاً عَبَرتُ على غفْلَةٍ مُنْتَهاي
أنا مَحْضُ أنثى أمَشِّطُ شِعْري وأجدُلُ خلفَ المجازِ رؤاي
لكي يَتَعَرَّقَ جِلْدُ اللّغَاتِ فأبلغَ مِنْ حُسْنِهَا مُبْتَغَاي
وتقول أيضاً:
أمشي بِنصفينِ خَصْري ليسَ بينهما منذُ استدارتْ ذِراعٌ في انحِناءاتي
مِن عروةِ الحُزنِ فَرَّ القلبُ مُبتسماً حُرَّ السقوطِ على كفّ النّداءاتِ
للحُسْنِ فِطنَةُ صَيّادٍ وبي حَجَلٌ تَمَرَّسَ القفزَ من فوقِ المتاهاتِ
وفي أبيات أخرى تقول:
قَلِقٌ أنا أو ربّما القلقُ فيما تَلَفَّتُ أيّها الحَدَقُ
لا خَوفَ ممّا لستَ تَعْرِفُهُ ممّا خَبِرْتَ الخَوفُ ينبثِقُ
قلبٌ فَتِيلٌ كُلَّما انغَمَسَتْ يَدُهُ بِزَيتِ الوقتِ يحتَرِقُ